# Q-Pop
Q-Pop is een evenement georganiseerd door Q-music Vlaanderen in het Sportpaleis. De eerste editie vond plaats in 2022. Verschillende artiesten uit het binnen- en buitenland komen er enkele nummers zingen. Tijdens het evenement worden twee prijzen uitgereikt: één voor het beste nationale nummer en één voor het beste internationale nummer. 
De show wordt tijdens oudejaarsavond uitgezonden op televisie.

## Prijzen
| Jaar | Prijs                             | Winnaar                                   | Overige genomineerden |
| ---- | --------------------------------- | ----------------------------------------- | --- |
| 2022 | Hit van het jaar - Nationaal      | Dit is wat mijn mama zei - Metejoor       | Say my Name (Berre), Where Are You Now (Lost Frequencies), Ongewoon (Pommelien) Zwaartekracht (Regi), Geen Tranen Meer Over (Camille) |
| 2022 | Hit van het jaar - Internationaal | As It Was - Harry Styles                  | Trompeta (Willy William), ‘I’m Good’ (David Getta & Bebe Rexha), The Motto (Tiësto & Ava Max), Snap (Rosa Linn) en ‘ABCDEFU’ (Gayle)  |
| 2023 | Hit van het jaar - Nationaal      | Erop of eronder - Pommelien Thijs         | Rihanna (Camille), Because of You (Gustaph), Wat wil je van mij (Metejoor)                                                            |
| 2023 | Hit van het jaar - Internationaal | Flowers - Miley Cyrus                     | |
| 2024 | Hit van het jaar - Nationaal      | Ik wil dat je liegt - Maksim & Hannah Mae | |
| 2024 | Hit van het jaar - Internationaal | Espresso - Sabrina Carpenter              | |